# Emley Moor

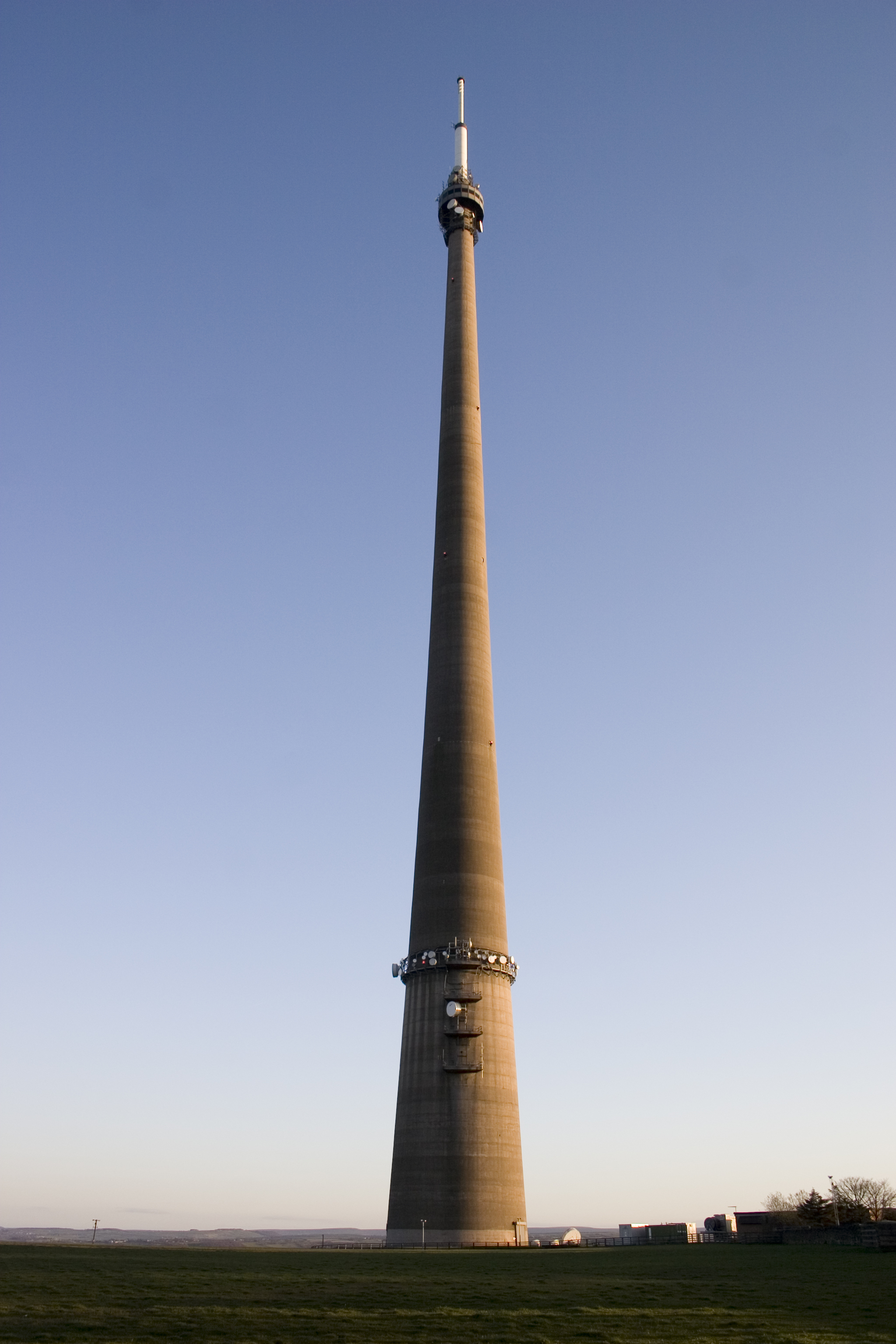
A torre de telecomunicações de Emley Moor

Emley Moor é uma zona húmida perto da aldeia de Emley, em Huddersfield, condado de West Yorkshire, na Inglaterra, onde se encontra uma antena de telecomunicações que é a estrutura mais alta do Reino Unido, com uma altura de 330,4 metros.

## História
Esta estrutura é a terceira a ser construída no local. A primeira era uma torre em treliça de aço com 135 m, erigida em 1956, para transmitir a Independent Television para a região. No entanto, a sua cobertura era limitada e, em 1964, foi substituída por um mastro estaiado com cabos, com uma altura de 385,5 m. A 19 de março de 1969, a estrutura caiu, devido a uma combinação de vento forte e de gelo que se tinha acumulado, não só no mastro, mas também nas espias.
No mesmo ano, começou a construção da torre que ainda subsiste, feita de concreto reforçado, com uma altura de 275 m, encimada por uma estrutura de treliça de aço com 55 m, onde se encontram as antenas.
Em 2002, o governo britânico declarou a torre de Emley como "estrutura com interesse arquitetónico ou histórico".